# St. Michael (Grodków)

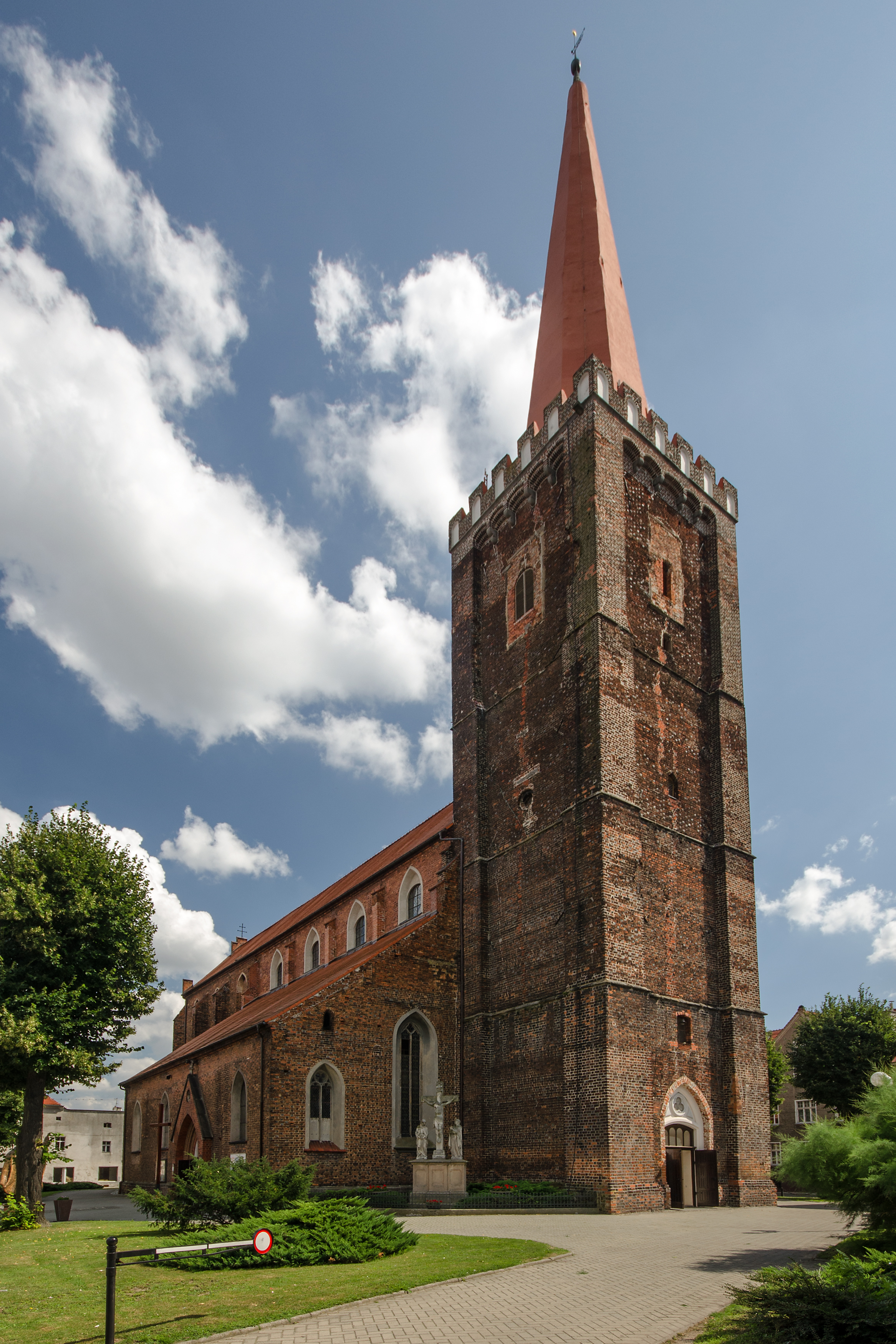
Grodków, St. Michael (2013)

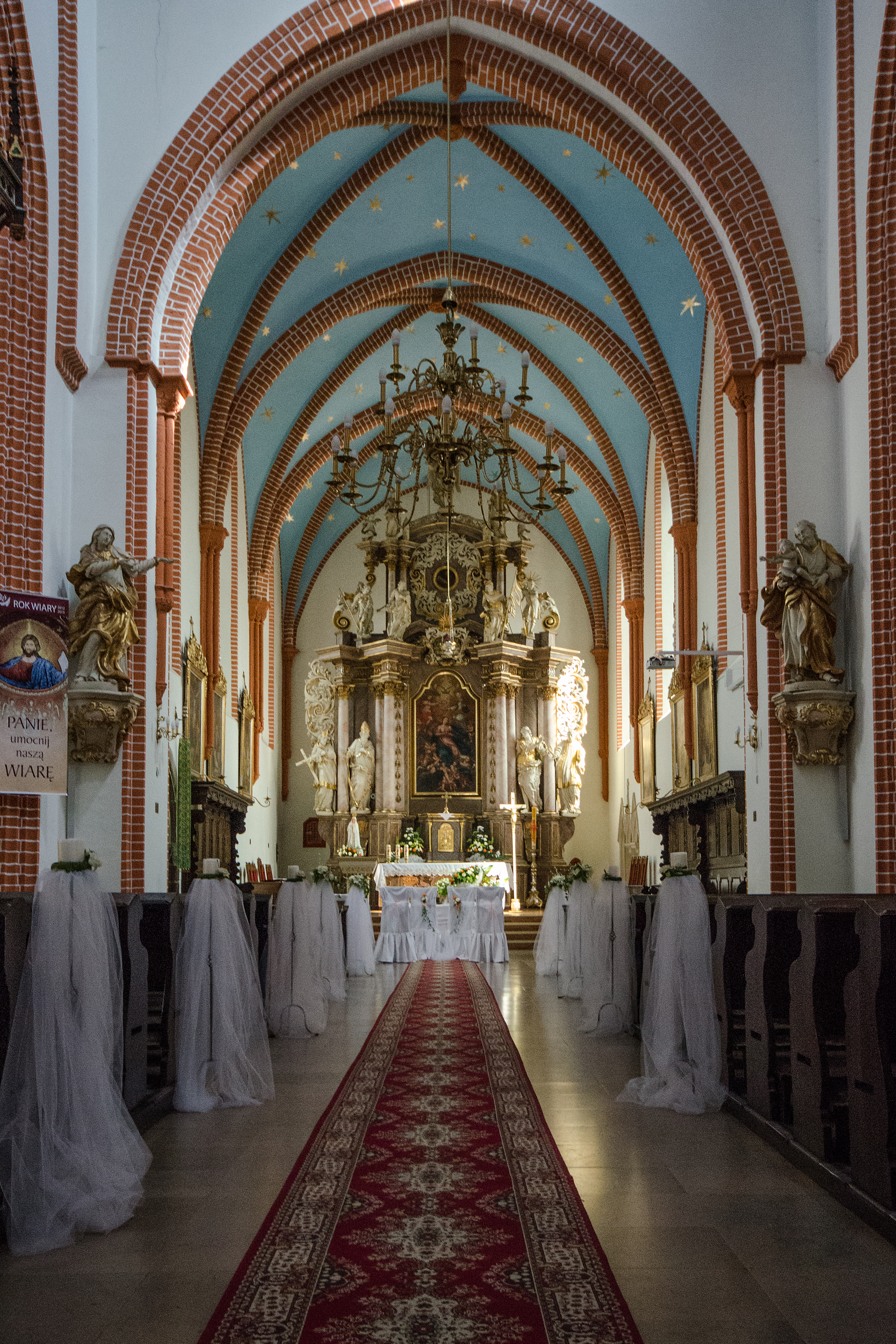
Innenraum

Die Kirche St. Michael (poln. Kościół św. Michała Archanioła) ist eine römisch-katholische Kirche in der schlesischen Stadt Grodków (deutsch Grottkau). Das Gotteshaus steht in der westlichen Altstadt an der ul. Warszawska (bis 1945 Münsterbergerstraße). Die Kirche ist die Hauptkirche der Pfarrei St. Michael (Parafia św. Michała Archanioła) sowie die Stadtkirche von Grodków.

## Geschichte
Die Pfarrkirche St. Michael wurde 1282 erstmals erwähnt. Sie war zunächst bis 1473 Unserer Lieben Frau und seitdem dem Erzengel Michael gewidmet. Nach einem Brand 1449 wurde sie wieder aufgebaut und vergrößert. Das Langhaus wurde verlängert, und der Westturm wurde erhöht. Im Dreißigjährigen Krieg wurde das Gotteshaus erneut zerstört. Unter Bischof Sebastian von Rostock wurde die Kirche bis 1671 wieder aufgebaut im barocken Stil umgebaut. 
Zwischen 1892 und 1893 wurde der Innenraum regotisiert. 
Seit 1954 steht das Kirchengebäude unter Denkmalschutz.
2006 wurde vor dem Glockenturm ein Denkmal für Papst Johannes Paul II. aufgestellt.

## Architektur
Die Backsteinkirche besteht aus einem vierjochigen Langhaus und einem dreijochigen rechteckigen Chor, versehen mit einem einheitlichen Satteldach. Der Chor stammt aus dem 13. Jahrhundert und entstand im frühgotischen Stil. Er besitzt ein Kreuzrippengewölbe aus dem 13. Jahrhundert.
Das Hauptschiff besitzt eine Stichkappentonne über spitzbogigen Pfeilerarkaden. Am Langhaus befinden sich zahlreiche Kapellen und Vorhallen aus dem 15. und 16. Jahrhundert, die mit Kreuzrippengewölben ausgestattet sind. Am Langhaus befinden sich mehrere Portale aus der Gotik sowie Spitzbogenfenster. 
Der Glockenturm stammt aus dem 16. Jahrhundert und ist mit Zinnen versehen. Bekrönt ist der Turm mit einem achtseitigen Spitzhelm. 
Den architektonischen Hauptaltar, der 1728 von Pfarrer Heinrich Schmidt gestiftet wurde, schuf der aus Schwaben stammende Bildhauer Michael Kössler und das Gemälde Krönung Mariens der Falkenberger Maler Melchior Franziskus Ansi. Weitere Nebenaltäre sind in den Kapellen enthalten, welche im barocken Stil und im Stil der Renaissance entworfen wurden. Die Orgel wurde 1671 installiert und wurde im Rokokostil entworfen. Die Kirche beherbergt mehrere Epitaphe und Grabsteine, u. a. für den 1611 verstorbenen Bürgermeister Valentin Hiltprant.